# Richard Price
Richard Price, född 23 februari 1723 i Wales, död 19 april 1791, var en Walesisk moralfilosof. 
Price, som var predikant i en dissenterförsamling, intog en eklektisk ståndpunkt mellan förstånds- och känslomoralen i A review of the principal questions and difficulties on morals (1758) och kritiserade Joseph Priestleys åsikter i Letters in materialism and philosophical necessity (1778). Som teolog företrädde han en ariansk riktning. 
Han har även haft betydelse inom nationalekonomins historia genom sin kritik av de dåtida livförsäkringsbolagens beräkningar och genom inlägg i diskussionen om medlen att sänka nationalskulderna. Han knöt sitt namn till det amerikanska frihetskriget genom skriften Observations on civil liberty and the justice and policy of the war with America (1776), vilken fick stor spridning och mycket bifall på andra sidan Atlanten, men även kritik från till exempel Adam Ferguson.